# 维勒隆格-代尔斯蒙茨
维勒隆格-代尔斯蒙茨（法語：Villelongue-dels-Monts，法語發音：[vil.lɔ̃ɡ dɛls mɔ̃ts] ⓘ）是法国东比利牛斯省的一个市镇，属于塞雷区。该市镇总面积11.55平方公里，2009年时的人口为1384人。

## 人口
维勒隆格-代尔斯蒙茨人口变化图示